# Çanakkale Dardanel SK
Çanakkale Dardanelspor ist ein türkischer Fußballverein aus Çanakkale. Der Verein spielte in den 1990er Jahren insgesamt drei Spielzeiten in der Süper Lig und befindet sich in deren Ewigen Tabelle auf dem 50. Platz.

## Geschichte
Çanakkale Dardanelspor wurde im Jahr 1966 gegründet, die Vereinsfarben sind Rot-Weiß. Die Heimspiele werden im 18 Mart Stadı ausgetragen, die Kapazität beträgt 15.000 (12.500 Sitzplätze). 1966 trat die Mannschaft mit dem Namen Çanakkalespor auf. Seit 1991 tritt die Mannschaft als Çanakkale Dardanelspor auf. Çanakkale Dardanelspor machte 1992 auf sich aufmerksam. Als Mannschaft der 3. Liga besiegten sie im türkischen Pokal Samsunspor damals Tabellenführer der 2. Liga und MKE Ankaragücü. Im Viertelfinale traf man auf Galatasaray Istanbul mit Karl-Heinz Feldkamp als Trainer. Çanakkale Dardanelspor verlor im Ali-Sami-Yen-Stadion durch zwei Tore von Erdal Keser mit 0:2. Trotz der Niederlage und dem gleichzeitigen Ausscheiden gewann Dardanelspor viele Sympathien. Nach diesem kleinen Erfolg stieg die Mannschaft in die 2. Liga auf. In der Saison spielte die westtürkische Mannschaft in der Süper Lig. Die Mannschaft schaffte es mit einem starken Kader, 3 Jahre lang in der 1. Liga mitzuspielen. In der Saison 1998/99 stieg die Mannschaft in die 2. Liga ab. Hier spielte sie sieben Jahre lang, bis sie dann 2006 in die 3. Liga fielen. Im Jahre 2009 schafften sie den Wiederaufstieg in die 2. Liga.

## Erfolge
- Meisterschaft der TFF 1. Lig (1): 1995/96
- Aufstieg in die Süper Lig (1): 1995/96
- Meisterschaft der TFF 2. Lig (3): 1985/86, 1992/93, 2008/09
- Aufstieg in die TFF 1. Lig (3): 1985/86, 1992/93, 2008/09

## Ligazugehörigkeit
- 1. Liga: 1996–1999
- 2. Liga: 1982–1983, 1986–1987, 1993–1996, 1999–2006, 2009–2010
- 3. Liga: 1967–1977, 1984–1986, 1987–1993, 2006–2009, 2010–2011, 2013–2014
- 4. Liga: 2011–2013, seit 2014
- Regionale Amateurliga: 1977–1982, 1983–1984

## Rekordspieler
| Rang                 | Name              | Einsätze | Zeitraum  |
| -------------------- | ----------------- | -------- | --------- |
| 01.                  | Engin İpekoğlu    | 97       | 1996–1999 |
| 02.                  | Magid Musisi      | 79       | 1996–1999 |
| 03.                  | Dursun Albayrak   | 74       | 1996–1999 |
| 04.                  | Vladimir Schubert | 66       | 1996–1999 |
| 05.                  | Norman Mapeza     | 61       | 1997–1999 |
| 06.                  | Gérson Lente      | 55       | 1997–1999 |
| 06.                  | Tamer Tuna        | 55       | 1997–1999 |
| 07.                  | Ufuk Ateş         | 54       | 1996–1999 |
| 07.                  | İlker Daşbulak    | 54       | 1997–1999 |
| 08.                  | Serkan Reçber     | 52       | 1996–1999 |
| 08.                  | Bekir Gür         | 52       | 1997–1999 |
| 09.                  | Tolga Seyhan      | 50       | 1996–1999 |
| 10.                  | Bülent Yenihayat  | 49       | 1996–1999 |
| Stand: 23. März 2016 |                   |          |           |

| Rang                 | Name              | Tor | Einsätze | Tor/Spiel |
| -------------------- | ----------------- | --- | -------- | --------- |
| 01.                  | Magid Musisi      | 29  | 79       | 0,37      |
| 02.                  | Kubilay Toptaş    | 12  | 30       | 0,4       |
| 02.                  | Gérson Lente      | 12  | 55       | 0,22      |
| 03.                  | Doncho Donev      | 10  | 21       | 0,48      |
| 04.                  | İbrahim Köseoğlu  | 6   | 47       | 0,13      |
| 04.                  | Vladimir Schubert | 6   | 66       | 0,09      |
| 05.                  | Bülent Uygun      | 4   | 26       | 0,15      |
| 05.                  | Dursun Albayrak   | 4   | 74       | 0,05      |
| 06.                  | Ufuk Ateş         | 3   | 54       | 0,06      |
| 06.                  | Tamer Tuna        | 3   | 55       | 0,05      |
| Stand: 23. März 2016 |                   |     |          |           |

## Bekannte ehemalige Spieler
- Dursun Albayrak
- Mehmet Altıparmak
- Ufuk Ateş
- Murat Aydın
- Yalçın Ayhan
- Murat Bölükbaşı
- Oktay Çevik
- Şenol Fidan
- İlker Daşbulak
- Levent Devrim
- Doncho Donev
- Şanver Göymen
- Bekir Gür
- Hasan Kabze
- Hakan Keleş
- Okan Koç
- Mustafa Kocabey
- Steve Komphela
- İbrahim Köseoğlu
- Alp Küçükvardar
- Gérson Lente
- Selçuk İnan
- Engin İpekoğlu
- Norman Mapeza
- Marquinho
- Magid Musisi
- Avni Okumuş
- Mustafa Özer
- Erman Özgür
- Dragan Popov
- Serkan Reçber
- Mesut Saray
- Vladimir Schubert
- Engin Şentürk
- Tolga Seyhan
- Kubilay Sönmez
- Mehmet Topal
- Kubilay Toptaş
- Ekrem Köse
- Aydın Tuna
- Tamer Tuna
- Bülent Uygun
- Nii Welbeck
- Mithat Yavaş
- Bülent Yenihayat
- Şaban Yıldırım
- Mehmet Yilmaz
- Gökhan Zan

## Ehemalige Trainer (Auswahl)
- Fuat Yaman (Dezember 1999 – Juni 2001)
- Hayrettin Gümüşdağ (August 2005 – Oktober 2005)